# Yves Boisset
Yves Félix Claude Boisset (ur. 14 marca 1939 w Paryżu, zm. 31 marca 2025 w Levallois-Perret) – francuski reżyser i scenarzysta filmowy. Specjalizował się w filmach akcji, thrillerach i kryminałach.
Karierę zaczynał jako asystent reżysera pod koniec lat 50. Pracował z takimi twórcami, jak m.in. Jean-Pierre Melville, Claude Sautet, Yves Ciampi czy René Clément. Jego samodzielnym debiutem reżyserskim był Coplan ratuje swoją skórę (1968).
Nakręcił takie filmy fabularne, jak m.in. Hamulec bezpieczeństwa (1970), Skok anioła (1971), Tak szalona, że może zabić (1975), Sędzia Fayard, zwany Szeryfem (1977), Klucz w drzwiach (1978), Chodźmy, dzieci (1981), A stawką jest śmierć (1983), W matni (1984) czy Błękitne jak piekło (1986). Za film Porwanie (1972) zdobył Srebrną Nagrodę podczas Międzynarodowego Festiwalu Filmowego w Moskwie, a za Dupont Lajoie (1975) - Srebrnego Niedźwiedzia – Nagrodę Specjalną Jury podczas 25. Międzynarodowego Festiwalu Filmowego w Berlinie.